# Piazza Augusto Imperatore
Piazza Augusto Imperatore è una piazza urbana di Roma creata nel 1937 dal regime fascista per valorizzare il Mausoleo di Augusto.

## Storia

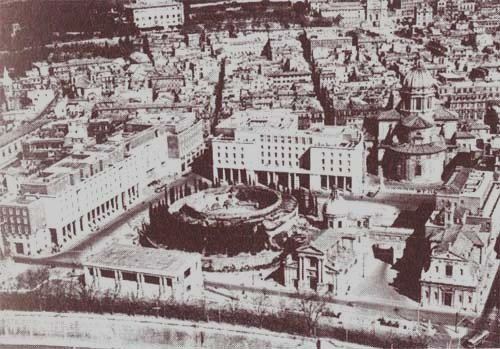
Veduta aerea della piazza nel 1937, durante i lavori di costruzione. Intorno al mausoleo di Augusto, i tre palazzi dell'INPS. Di seguito, la teca dell'Ara Pacis e due chiese: San Rocco in Augusteo (a sinistra) e San Girolamo dei Croati (a destra). La chiesa più grande, in alto, è San Carlo al Corso.

Nel 1934 iniziarono le demolizioni intorno al Mausoleo di Augusto, dando seguito al Piano Regolatore di Roma approvato nel 1931, con l'intento celebrativo dei monumenti dell'antichità romana tipico del regime fascista. L'isolamento architettonico del Mausoleo dagli altri edifici avvenne anche in questo caso attraverso una grossa opera di demolizione, abbattendo circa 120 edifici (come ad esempio l'ex Ospedale di San Rocco) su un'area di circa 28.000 m² nello spazio compreso fino al Lungotevere in Augusta, in modo simile ad altre operazioni fatte in quegli anni nella capitale, come accadde per via della Conciliazione e via dell'Impero. Il progetto della piazza si deve a Vittorio Ballio Morpurgo, ma vi partecipò anche Massimo Piacentini.

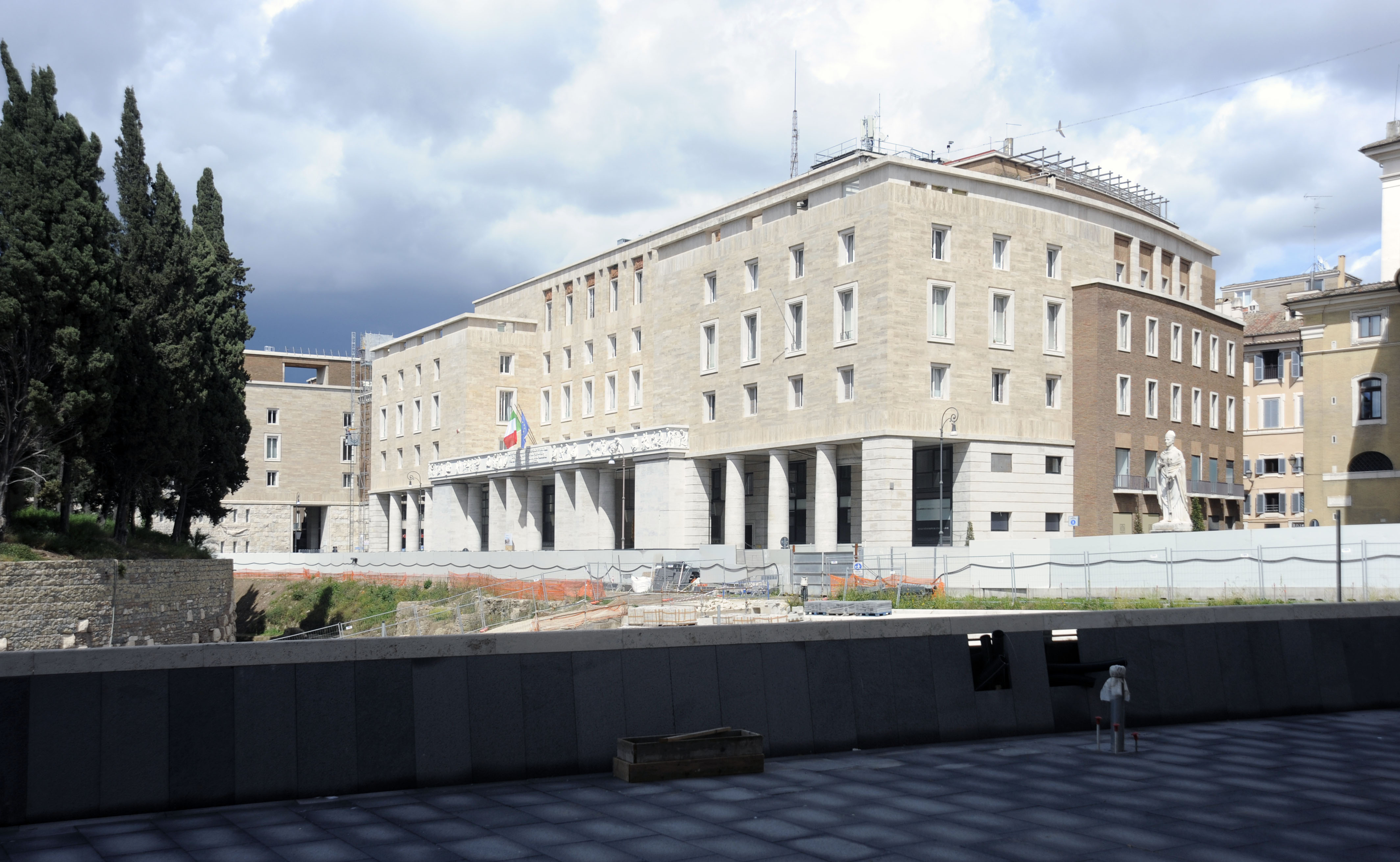
I palazzi INPS sulla piazza

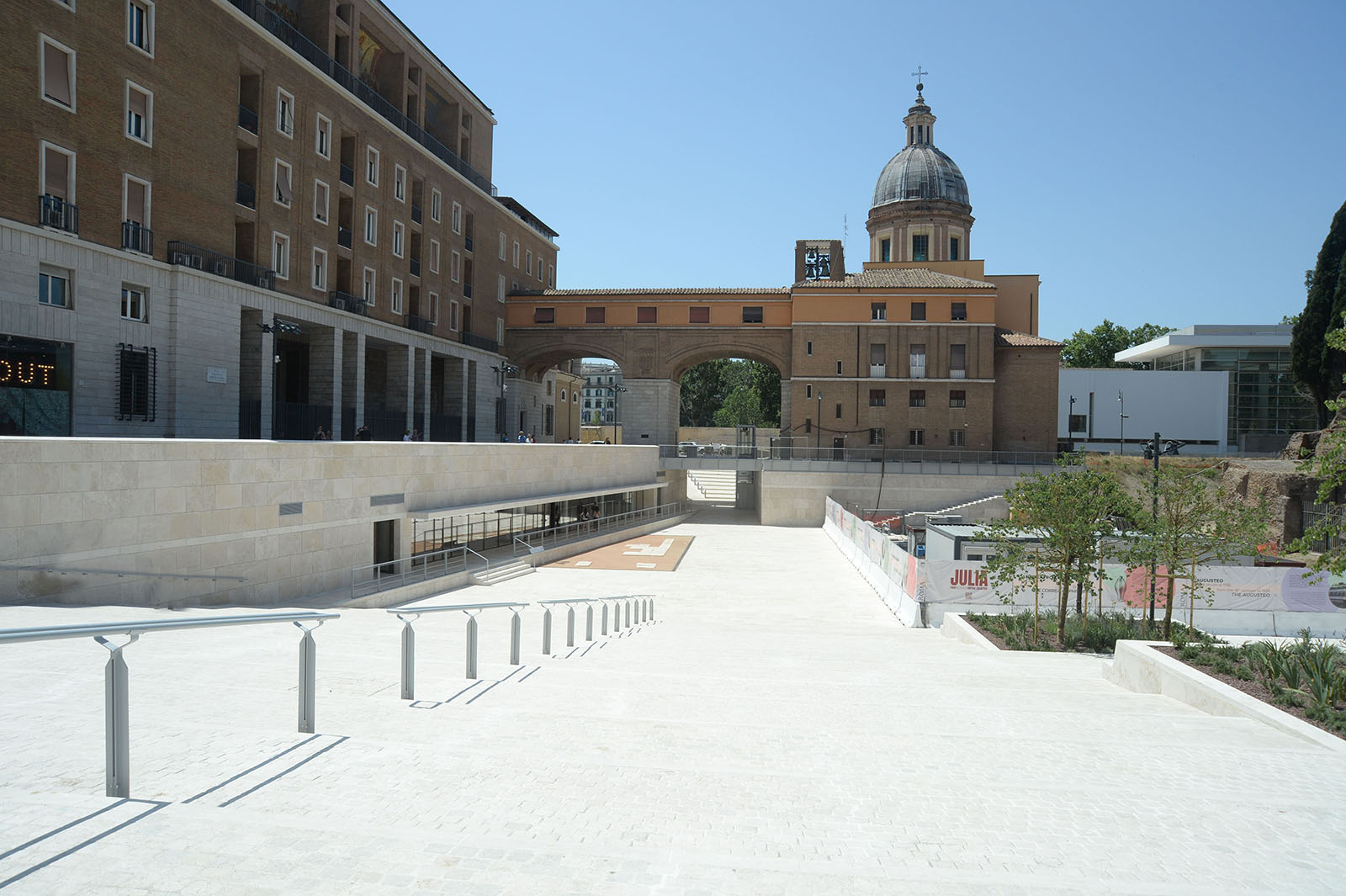
La sistemazione della piazza al 9 giugno 2025

Sempre al fine di valorizzare il monumento, la piazza venne circondata dai tre nuovi grandi Palazzi dell'INPS in stile razionalista, costruiti nel 1938 sui lati nord, est e sud. Sull'ultimo lato, nell'area del già demolito ex Porto di Ripetta, venne eretta una struttura celebrativa di vetro e cemento, all'interno della quale venne posizionata e ricostruita l'Ara Pacis Augustae: questa prima struttura provvisoria, progettata dal Morpurgo in occasione del Bimillenario augusteo del 1937-8, è stata sostituita solo nel 2006 da una nuova struttura progettata da Richard Meier, che ospita il rinnovato Museo dell'Ara Pacis.
I lavori nella piazza vera e propria cessarono solo nel 1952, a seguito della mobilitazione del gruppo Italia Nostra, che si costituì proprio per questa occasione, il quale criticava gli ulteriori sviluppi previsti.
Nell'estate 2020 furono avviati nuovi lavori per una risistemazione complessiva della piazza, con conclusione prevista in due momenti distinti tra 2024 e 2026. Dopo vari rinvii, la nuova piazza Augusto Imperatore è stata inaugurata nel giugno 2025.